# Campeonato Argentino de Futebol de 1898
O Campeonato Argentino de Futebol de 1898, originalmente denominado Championship Cup 1898, foi o sétimo torneio da Primeira Divisão do futebol argentino e o sexto organizado pela Argentine Association Football League. O certame foi disputado em dois turnos de todos contra todos, entre o mês de maio e 11 de setembro de 1898. O Lomas Athletic conquistou o seu quinto título de campeão argentino ao vencer o Lobos Athletic na partida de desempate.

## Afiliações e desfiliações
| Pos  | Equipes incorporadas |
| ---- | -------------------- |
| Afil | United Banks         |
| Reaf | Lobos Athletic       |

| Pos | Equipes relegadas na temporada de 1897 |
| --- | -------------------------------------- |
| Dis | Belgrano Athletic "B"                  |
| Des | Flores Athletic                        |

## Classificação final
| Pos | Equipes           | Pts | J  | V | E | D  | GM | GS | SG  |
| --- | ----------------- | --- | -- | - | - | -- | -- | -- | --- |
| 1.  | Lomas Athletic    | 20  | 12 | 8 | 4 | 0  | 20 | 4  | +16 |
| 1.  | Lobos Athletic    | 20  | 12 | 9 | 2 | 1  | 21 | 6  | +15 |
| 3.  | Belgrano Athletic | 17  | 12 | 8 | 1 | 3  | 24 | 10 | +14 |
| 4.  | Lanús Athletic    | 13  | 12 | 6 | 1 | 5  | 29 | 12 | +17 |
| 5.  | United Banks      | 10  | 12 | 4 | 2 | 6  | 16 | 20 | -4  |
| 6.  | Palermo Athletic  | 4   | 12 | 2 | 0 | 10 | 10 | 47 | -37 |
| 7.  | Banfield          | 0   | 12 | 0 | 0 | 12 | 3  | 24 | -21 |

## Desempate do primeiro lugar
| Partida        | Partida   | Partida        | Partida                | Partida        | Partida |
| Equipe 1       | Resultado | Equipe 2       | Estádio                | Data           |         |
| -------------- | --------- | -------------- | ---------------------- | -------------- | ------- |
| Lomas Athletic | 2 - 1     | Lobos Athletic | Barker Memorial School | 11 de setembro |         |

## Premiação
| Campeonato Argentino de Futebol de 1898 |
| --------------------------------------- |
| Lomas Athletic Campeão (5° título)      |

## Desfiliações e afiliações
United Banks e Palermo Athletic se desfiliaram, enquanto que o Banfield transferiu-se voluntariamente para a recém-criada segunda divisão de 1899. Como não houve incorporações para o torneio de 1899, o número de participantes foi reduzido para quatro.

## Bibliografía
- Estévez, Diego (2010). 38 Campeones del fútbol argentino 1891-2010. [S.l.]: Ediciones Continente. ISBN 978-950-754-301-2